# 미국 회계감사원

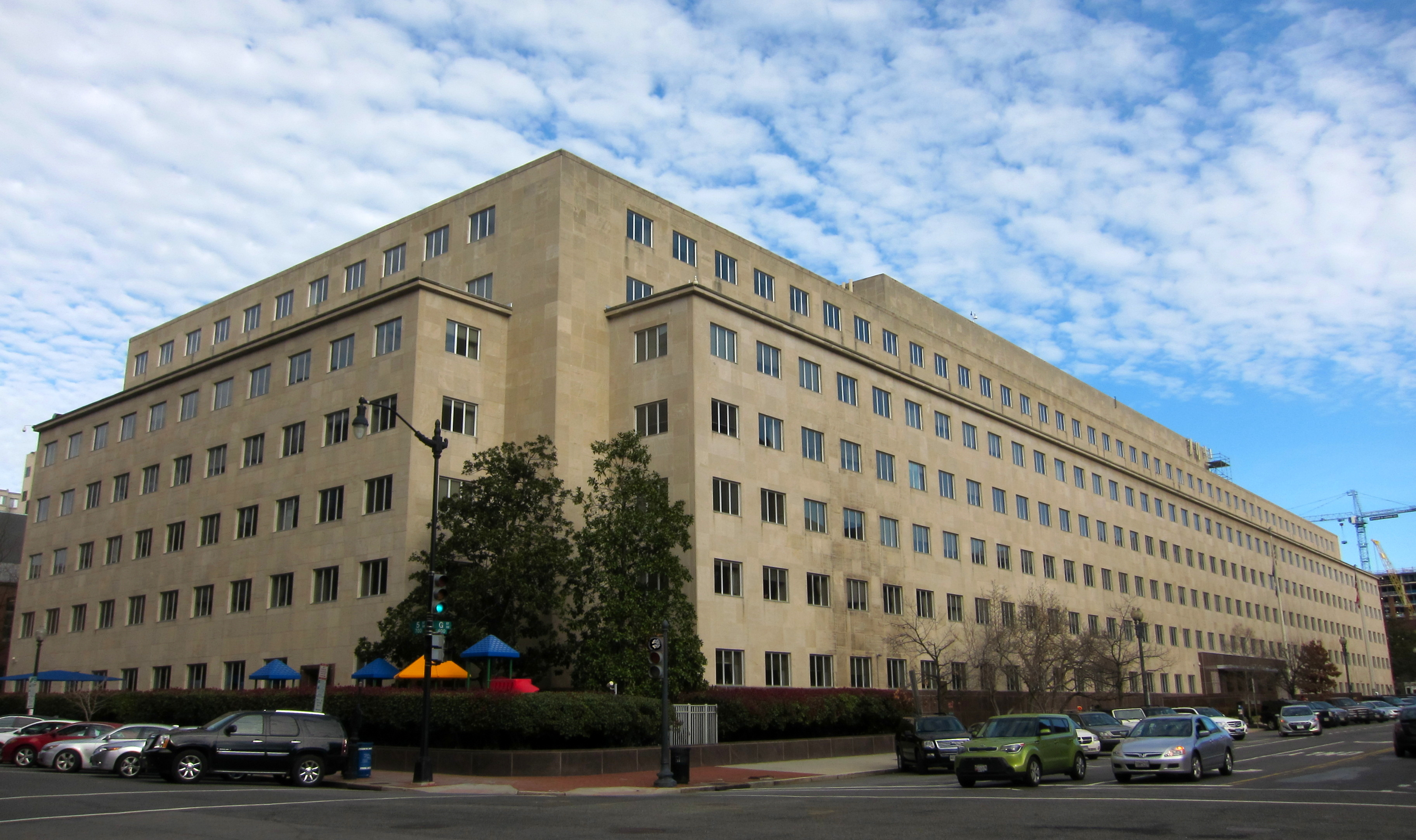

미국 정부 책임처(영어: Government Accountability Office; GAO)은 미국 의회 산하의 회계, 평가, 수사를 하는 기관으로, 미국 의회조사국(CRS), 의회예산처, 기술평가원과 함께 미국 의회의 4대 입법 보조기관 중 하나이다.

## 역사
처음에는 설치근거법령 1921년 예산 및 회계법으로 설치된 특별 회계 감사원(영어: General Accounting Office)였다. GAO 인적자본개혁법에 따라, 현재의 이름인 미국 정부 책임처(영어: Government Accountability Office)로 변경되었다.

## 같이 보기
- 직함
- 감사관
- 오스트레일리아
- 보츠와나
- 브라질
- 캐나다
- 유럽 연합
- 홍콩
- 인도
- 멕시코
- 필리핀
- 영국